# Mont-ras
Mont-ras (em catalão e oficialmente) ou Montrás (em castelhano) é um município da Espanha na comarca de Baix Empordà, província de Girona, comunidade autónoma da Catalunha. Tem 12,23 km² de área e em 2021 tinha 1 672 habitantes (densidade: 136,7 hab./km²).

## Demografia
| Variação demográfica do município entre 1991 e 2004[carece de fontes?] | Variação demográfica do município entre 1991 e 2004[carece de fontes?] | Variação demográfica do município entre 1991 e 2004[carece de fontes?] | Variação demográfica do município entre 1991 e 2004[carece de fontes?] |
| ---------------------------------------------------------------------- | ---------------------------------------------------------------------- | ---------------------------------------------------------------------- | ---------------------------------------------------------------------- |
| 1991                                                                   | 1996                                                                   | 2001                                                                   | 2004                                                                   |
| 1371                                                                   | 1500                                                                   | 1676                                                                   | 1761                                                                   |